# Charmoy (Yonne)
Charmoy é uma comuna francesa na região administrativa de Borgonha-Franco-Condado, no departamento de Yonne. Estende-se por uma área de 7,02 km². Em 2010 a comuna tinha 1 176 habitantes (densidade: 167,5 hab./km²).